# Protorthemis woodfordi
Protorthemis woodfordi is een libellensoort uit de familie van de korenbouten (Libellulidae), onderorde echte libellen (Anisoptera).
De soort staat op de Rode Lijst van de IUCN als niet bedreigd, beoordelingsjaar 2007.
De wetenschappelijke naam Protorthemis woodfordi is voor het eerst geldig gepubliceerd in 1889 door Kirby.